# ティーポット作戦

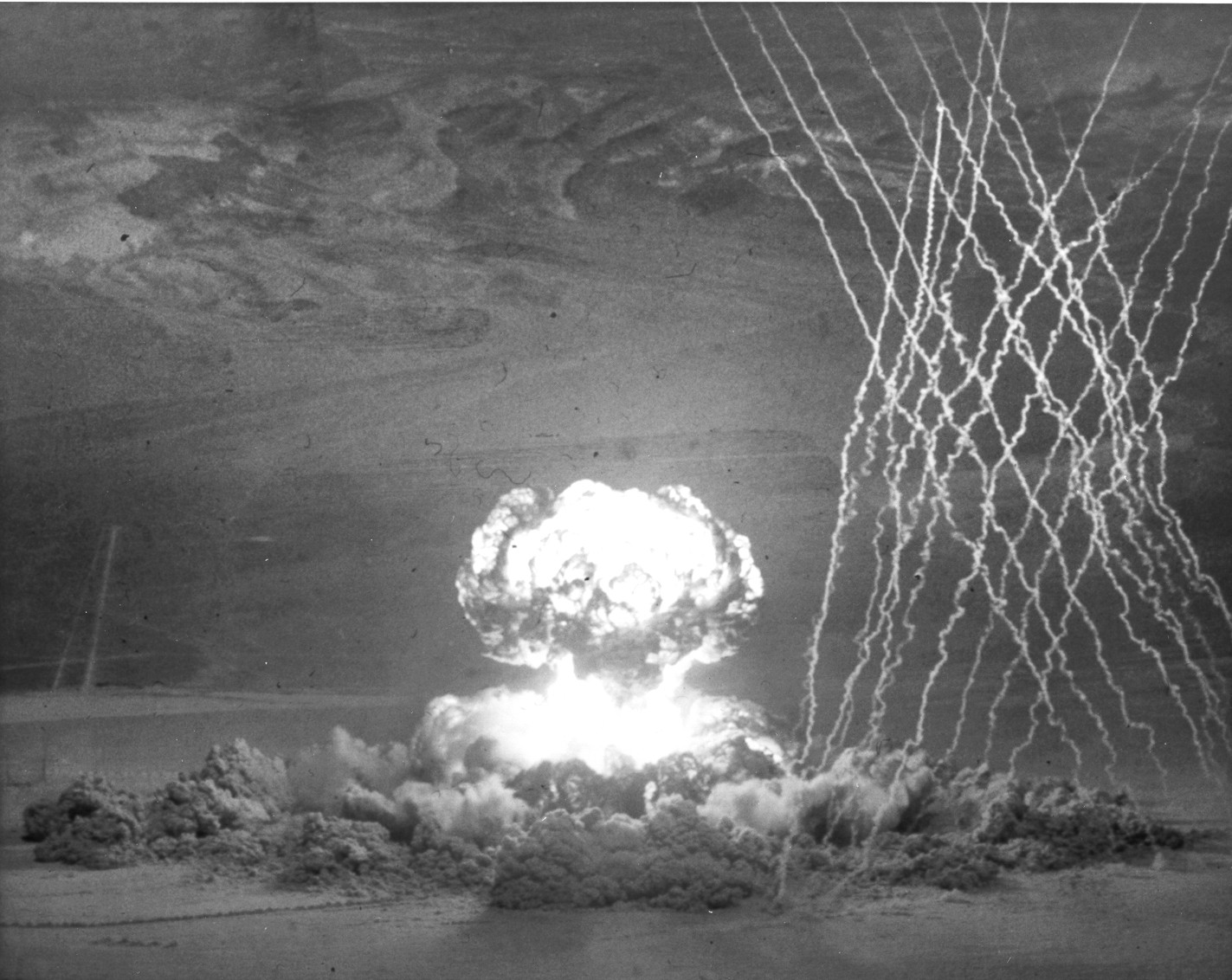
ティーポット作戦メット実験で生じた火球の航空写真

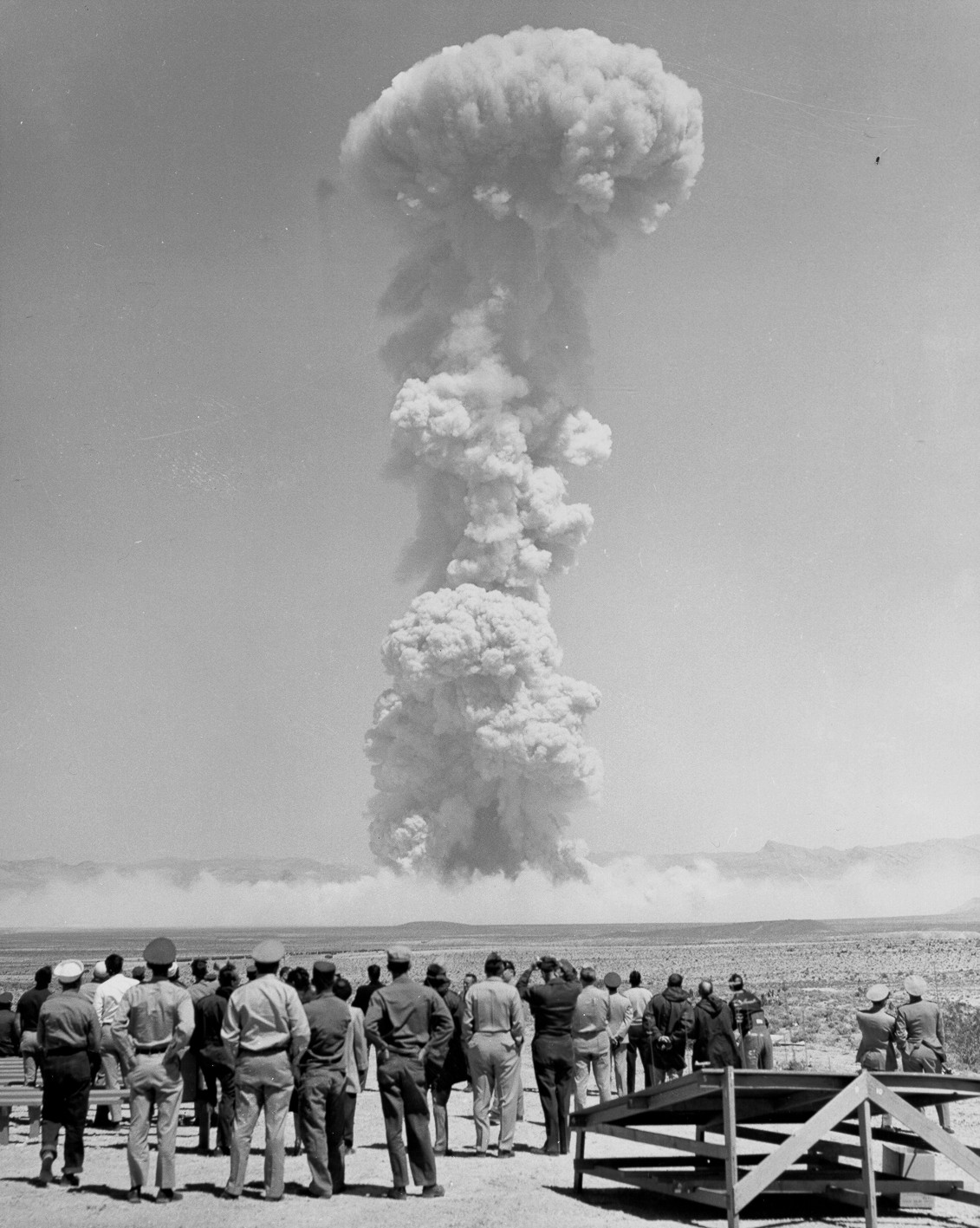
フレンチマン平原で行われたメット実験の様子

ティーポット作戦 (英: Operation Teapot) は、アメリカ合衆国の実施した第14次の核実験であり、1955年の前半にネバダ核実験場 (NTS) で行われた。

## 作戦の詳細
作戦中の”ワスプ”実験では、陸軍が”デザート・ロックVI”演習として参加し、”レイザー(カミソリ)”部隊が爆心地から900m以内の地点で、まだキノコ雲が残っている状態での作戦行動を行った

。
民間防衛のための”アップル2”実験は1955年5月5日に行われ、様々な種類の建築物(ニックネームは”サバイバル・タウン”)が核爆発に晒された。このときの幾つかの建物は、まだネバダ核実験場のエリア1に残っている。実験のドキュメンタリー映像は、建築物が核爆発で破壊される様子を映している(この映像では、実験は”キュー作戦”と呼ばれている)
。
海兵隊から派遣された”実験部隊”は、1955年3月に実施された”ビー”実験に参加し演習を行った。
この作戦はキャッスル作戦に引き続いて行われ、本作戦の後にはウィグワム作戦が実施された。本作戦の詳細を以下に示す。
| 実験名                        | 実施日 (PST)        | 実施場所             | 実施方法                            | 核出力      |
| ----------------------------- | ------------------- | -------------------- | ----------------------------------- | ----------- |
| ワスプ (Wasp)                 | 1955年2月18日 12:00 | NTS エリア7          | B-36からの投下 (高度232mで起爆)     | 1.2キロトン |
| モス (Moth)                   | 1955年2月22日 5:45  | NTS エリア3          | 棟上(高度91m)                       | 2キロトン   |
| テスラ (Tesla)                | 1955年3月1日 5:30   | NTS エリア9b         | 棟上(高度91m)                       | 7キロトン   |
| タルク (Turk)                 | 1955年3月7日 5:20   | NTS エリア2          | 棟上(高度152m)                      | 43キロトン  |
| ホーネット (Hornet)           | 1955年3月12日 5:20  | NTS エリア3a         | 棟上(高度91m)                       | 4キロトン   |
| ビー (Bee)                    | 1955年3月22日 5:05  | NTS エリア7          | 棟上(高度152m)                      | 8キロトン   |
| エス (Ess)                    | 1955年3月23日 12:30 | NTS エリア10         | 地下(高度-20m)                      | 1.2キロトン |
| アップル1 (Apple-1)           | 1955年3月29日 4:55  | NTS エリア4          | 棟上(高度152m)                      | 14キロトン  |
| ワスプ・プライム (Wasp Prime) | 1955年3月29日 10:00 | NTS エリア7          | B-36からの投下 (高度244mで起爆)     | 3.2キロトン |
| ハァ (Ha)                     | 1955年4月6日 10:00  | NTS エリア1          | B-36Hからの投下 (高度11,161mで起爆) | 3.2キロトン |
| ポスト (Post)                 | 1955年4月9日 4:30   | NTS エリア9c         | 棟上(高度91m)                       | 2キロトン   |
| メット (Met)                  | 1955年4月15日 11:15 | NTS フレンチマン平原 | 棟上(高度121m)                      | 22キロトン  |
| アップル2 (Apple-2)           | 1955年5月5日 5:10   | NTS エリア1          | 棟上(高度152m)                      | 29キロトン  |
| ズッキーニ (Zucchini)         | 1955年5月15日 5:00  | NTS エリア7          | 棟上(高度152m)                      | 28キロトン  |